# Almirante Antequera (AA)
El Destructor Almirante Antequera (AA) era un buque de la Armada Española perteneciente a la 2ª serie de la Clase Churruca. Participó en la guerra civil en la Armada republicana. Recibió su nombre en honor a Juan Bautista Antequera y Bobadilla, vicealmirante de la Armada Española y Ministro de Marina.

## Historial

### Guerra Civil
El Antequera estaba en Santander en julio de 1936, zarpó el 19 de julio hacia Málaga a donde arribó el día 21. Tras una misión de patrulla por la costa andaluza sus mandos partidarios de los sublevados se entregaron a las autoridades republicanas. Estuvo patrullando en la zona del estrecho. Participó en el desembarco de tropas en Ibiza y en la frustrada expedición y desembarco de Mallorca , dirigida por el capitán Alberto Bayo y en la  batalla del Cabo Cherchel
El 17 de septiembre de 1937, mientras escoltaba a los transportes Jaime II y JJ Sister, junto a los destructores Gravina, Sánchez Barcáiztegui y Escaño, este último averiado por un bombardéo aéreo. Se enfrentaron al Canarias, que consiguió un impacto en el Barcáiztegui.
También participó en la batalla del cabo de Palos, donde disparó cinco torpedos contra los cruceros enemigos, y en la que resultó hundido el Baleares.
El 5 de marzo de 1939 tras la sublevación en la ciudad, partió de Cartagena junto con el grueso de la escuadra republicana con rumbo a Bizerta (Túnez), a donde llegó el 11 de marzo.
Al día siguiente se solicitó el asilo político por parte de los tripulantes, y quedaron internados los buques bajo la custodia de unos pocos tripulantes españoles por buque. El resto de la dotación fue conducida a un campo de concentración en la localidad de Meheri Zabbens.
El 31 de marzo de 1939 llegó a Bizerta, a bordo de los transportes Mallorca y Marqués de Comillas, el personal que debería hacerse cargo de los buques internados.

### Tras la Guerra Civil
El día 2 de abril, tan solo 24 horas después de darse oficialmente por concluida la contienda civil, los buques que lucharon por la República, se hacen a la mar con rumbo hacia el puerto de Cádiz, donde llegan a últimas horas del día 5.

### Buques de la clase
- ARA Cervantes
- ARA Juan de Garay
- Sánchez Barcáiztegui
- José Luis Díez
- Almirante Ferrándiz
- Lepanto
- Churruca
- Alcalá Galiano
- Almirante Valdés
- Almirante Miranda
- Císcar
- Escaño
- Gravina
- Jorge Juan
- Ulloa

### Buques similares
- Clase Scott

### Listas relacionadas
- Anexo:Destructores de España